# 昌福會
昌福會，是朝鮮日治時期朝鮮總督府為援助經濟困難的朝鮮貴族的財政與品位而成立的基金會。

## 概要
在1929年朝鮮總督府投入250萬日圓成立基金，對朝鮮貴族中窮困的侯爵、伯爵、子爵、男爵每月支付上限為300圓、250圓、200圓、150圓的補助以應付火災、疾病和死亡等情況的必要支出，也有貸款支持朝鮮貴族的置產與子弟教育等需要。第一代理事長與財政總監是兒玉秀雄。